# Mike Sylvester
Michael Joseph Sylvester (* 10. Dezember 1951 in Cincinnati) ist ein ehemaliger US-amerikanisch-italienischer Basketballspieler.

## Spieler
Sylvester war als Heranwachsender Mitglied der Basketballmannschaft der Archbishop Moeller High School in Cincinnati (US-Bundesstaat Ohio). Hernach studierte und spielte er ab 1970 an der University of Dayton. Als seine beste Leistung für die Hochschulmannschaft gilt der Auftritt im März 1974 gegen die UCLA. Sylvester erzielte in dem Spiel, das dreimal verlängert wurde und das Dayton 110:111 verlor, 36 Punkte und 13 Rebounds. In seiner Zeit an der University of Dayton kam der Flügelspieler insgesamt auf einen Mittelwert von 15,4 Punkten je Begegnung.
Sylvester ging als Berufsbasketballspieler nach Italien. Seine Großeltern stammten gebürtig aus dem Land, was ihm ermöglichte, die italienische Staatsangehörigkeit anzunehmen. Mit Olimpia Milano gewann er 1976 den Europapokal der Pokalsieger, im Endspiel erzielte er 23 Punkte. Den Sieg in diesem Wettbewerb errang Sylvester ebenfalls 1983 mit Pesaro sowie 1990 mit Bologna. In Bologna spielte er unter dem jungen Ettore Messina als Trainer.
1980 gewann er mit der italienischen Nationalmannschaft bei den Olympischen Sommerspielen die Silbermedaille und war damit der einzige aus den USA stammende Medaillengewinner bei der Sportgroßveranstaltung, an der die Vereinigten Staaten und andere westliche Länder nicht teilnahmen.

## Trainer
1991 übernahm er in seinem Heimatland das Traineramt bei der Mannschaft Dayton Wings in der World Basketball League. Die Liga stellte während der Saison 1991/92 ihren Spielbetrieb ein. Da Sylvester mit seiner Mannschaft zu diesem Zeitpunkt mit 26 Siegen und sieben Niederlagen die beste Bilanz aufwies, wurde den Dayton Wings der Meistertitel zuerkannt. Später war er Jugendtrainer in Ohio.